# Ljoeben Spassov
Ljoeben Spassov (Bulgaars: Любен Спасов) (Sofia, 22 maart 1943) is een Bulgaars schaker met een FIDE-rating van 2387 in 2006 en 2301 in 2016. Hij is sinds 1976 een grootmeester.
Spassov verwierf in 1972 de titel Internationaal Meester (IM) en in 1976 de titel grootmeester (GM). In januari 1976 had hij de Elo-rating 2490.
In 1981 won hij een toernooi in Pamporovna en in 1983 eindigde hij als tweede in Warschau.
Van 27 september t/m 10 oktober 2005 werd in Lignano Sabbiadoro (Italië) het seniorenkampioenschap verspeeld dat met 8.5 uit 11 door Spassov gewonnen werd.

## Nationale teams
Met het Bulgaarse nationale team nam Spassov deel aan de Schaakolympiades van 1974, 1978 en 1980 en aan het Europees Schaakkampioenschap voor landenteams in de jaren 1977, 1980 en 1983.

## Schaakclubs
Ljoeben Spassov speelde voor Slawia Sofia en nam met dit team 5 keer deel aan de strijd om de Europese Clubbeker. Zijn hoogste resultaat was het bereiken van de halve finale in 1982.